# Edward Czajko
Edward Czajko (ur. 22 września 1934 w Kuźmiczach k. Nowogródka, zm. 31 lipca 2025) – duchowny, teolog i publicysta zielonoświątkowy, w latach 1981–1988 zwierzchnik Zjednoczonego Kościoła Ewangelicznego, wieloletni pastor, autor licznych książek i artykułów. Ekumenista, współtwórca Aliansu Ewangelicznego w RP. Krytycznie oceniał ruch charyzmatyczny.

## Młodość i wykształcenie
Urodził się 22 wrześniu 1934 roku w Kuźmiczach. Wychował się w zielonoświątkowej rodzinie, jego ojciec Władysław był kaznodzieją. W lutym 1946 roku w wyniku ekspatriacji jego rodzina przesiedliła się do Polski, zamieszkała w Trzciance. We wrześniu 1950 roku ojciec został aresztowany pod zarzutem szpiegostwa na rzecz amerykańskiego imperializmu.
3 lipca 1949 roku przyjął chrzest wiary. Chrzcił go Sergiusz Waszkiewicz. W latach 1954–1957 odbył służbę wojskową w marynarce wojennej.
Odbył studia teologiczne w Chrześcijańskiej Akademii Teologicznej w Warszawie. Studiował także w Didsbury Methodist College w Bristolu (Wielka Brytania).
1 stycznia 1964 zawarł związek małżeński z Ireną Korniluk, córką Mikołaja Korniluka, jednego z ważniejszych działaczy Kościoła Chrystusowego.

## Kariera duchownego (w ramach ZKE i KZ)
W 1964 roku został ordynowany na duchownego ZKE. Sprawował funkcję prezbitera okręgowego na Wielkopolskę w latach 1965–1971. Między rokiem 1965 a 1971 pełnił funkcję sekretarza we władzach ZKE, w latach 1972–1974 – członka, a w latach 1975–1981 pełnił funkcję skarbnika.
Był zaangażowany w działalność wydawniczą ZKE. Po powrocie ze studiów w Wielkiej Brytanii zajął się pisaniem artykułów i redagowaniem Kalendarza Chrześcijanina na rok 1963. Był to numer jubileuszowy, w dziesięciolecie poszerzenia ZKE w 1953 roku. Według Czajki był on autorem memoriału do władz w sprawie nadawania audycji radiowych przez Trans World Radio w Monte Carlo.
Po odsunięciu Krakiewicza z Prezydium ZKE w 1975 roku, wrócił do Prezydium jako skarbnik Kościoła. 28 listopada 1981 roku został wybrany na prezesa Rady Kościoła.
W latach 1981–2001 pełnił posługę pastora stołecznego zboru zielonoświątkowego (od 1988 w ramach Kościoła Zielonoświątkowego w RP). Był inicjatorem budowy siedziby Kościoła i zboru stołecznego przy ul. Siennej 68/70.
Po rozwiązaniu ZKE Czajko był członkiem Prezydium Rady Naczelnej Kościoła Zielonoświątkowego (1988–2004), pastorem zboru stołecznego w latach 1981–2001 oraz redaktorem naczelnym wydawanego przez Kościół Zielonoświątkowy miesięcznika „Chrześcijanin” (1990–1991). Wraz z Marianem Suskim uczestniczył w przygotowaniu ustawy sejmowej o stosunku Państwa do Kościoła Zielonoświątkowego uchwalonej 20 lutego 1997 roku.

## Konflikt z Krakiewiczem

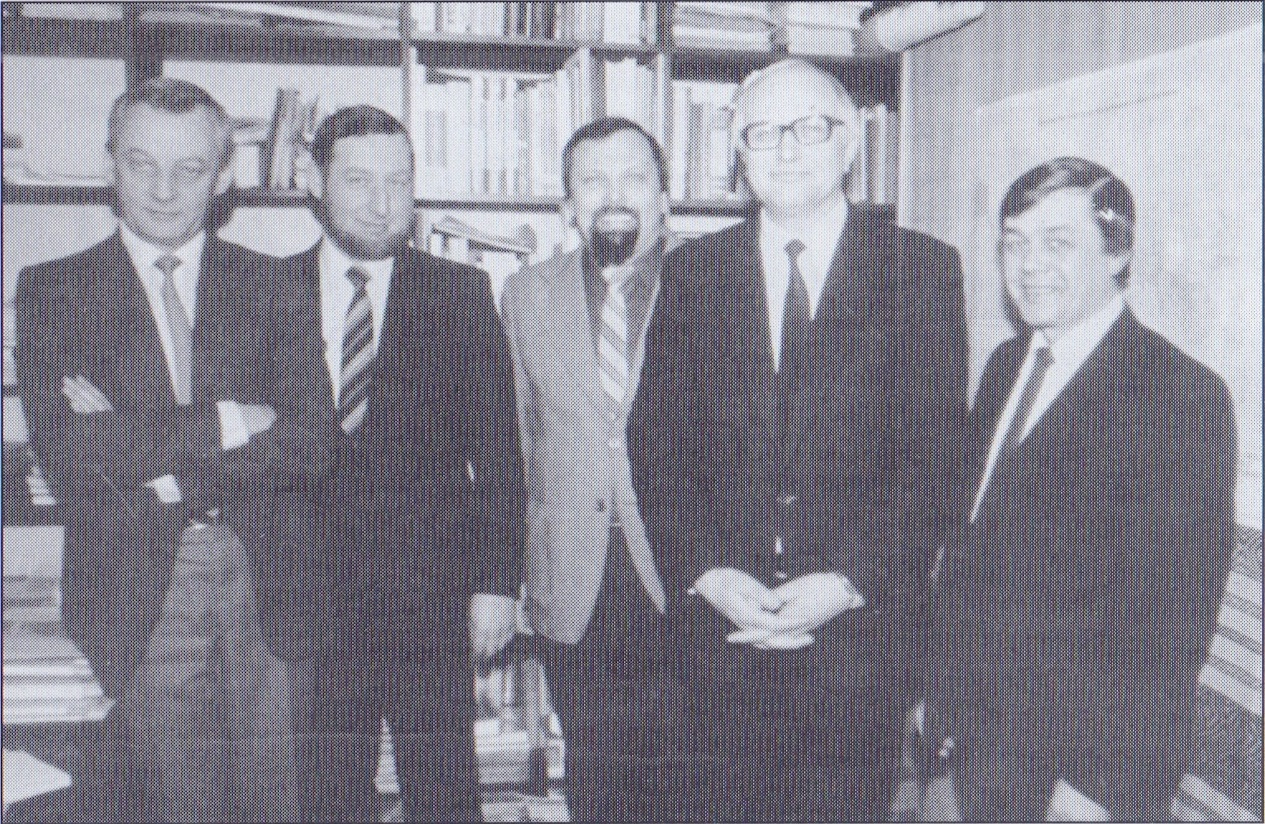
Zespół redakcyjny „Chrześcijanina” (1988), od lewej stoją: M. Kwiecień, H.R. Tomaszewski, M. Czajko, E. Czajko i K. Krystoń.

Czajko aż do jesieni 1970 roku cieszył się zaufaniem oraz poparciem ze strony prezesa Krakiewicza. W listopadzie 1970 roku zorganizował międzyzborowy zjazd dla młodzieży zielonoświątkowej w Koszalinie, na który Krakiewicz nie wyrażał zgody. Na zjazd ten przybyli goście zagraniczni. Sprawą zainteresowały się władze wyznaniowe oraz polityczne, które uznały Czajkę za wroga Polski Ludowej. Zdaniem Urzędu ds. Wyznań Edward Czajko stworzył „niezależny ośrodek dyspozycyjny ruchu zielonoświątkowego, dążącego do działalności poza kontrolą zarówno władz kościelnych, jak i państwowych”. Wydarzenie to zapoczątkowało konflikt Czajki z Krakiewiczem. Czajko został usunięty z funkcji kierownika Szkoły Biblijnej ZKE, musiał opuścić lokal służbowy przy ul. Zagórna 10. W 1971 roku Krakiewicz wymusił na nim, aby nie kandydował do Prezydium ZKE. Czajko został też wtedy usunięty z ChAT-u.

## Praca naukowo-dydaktyczna

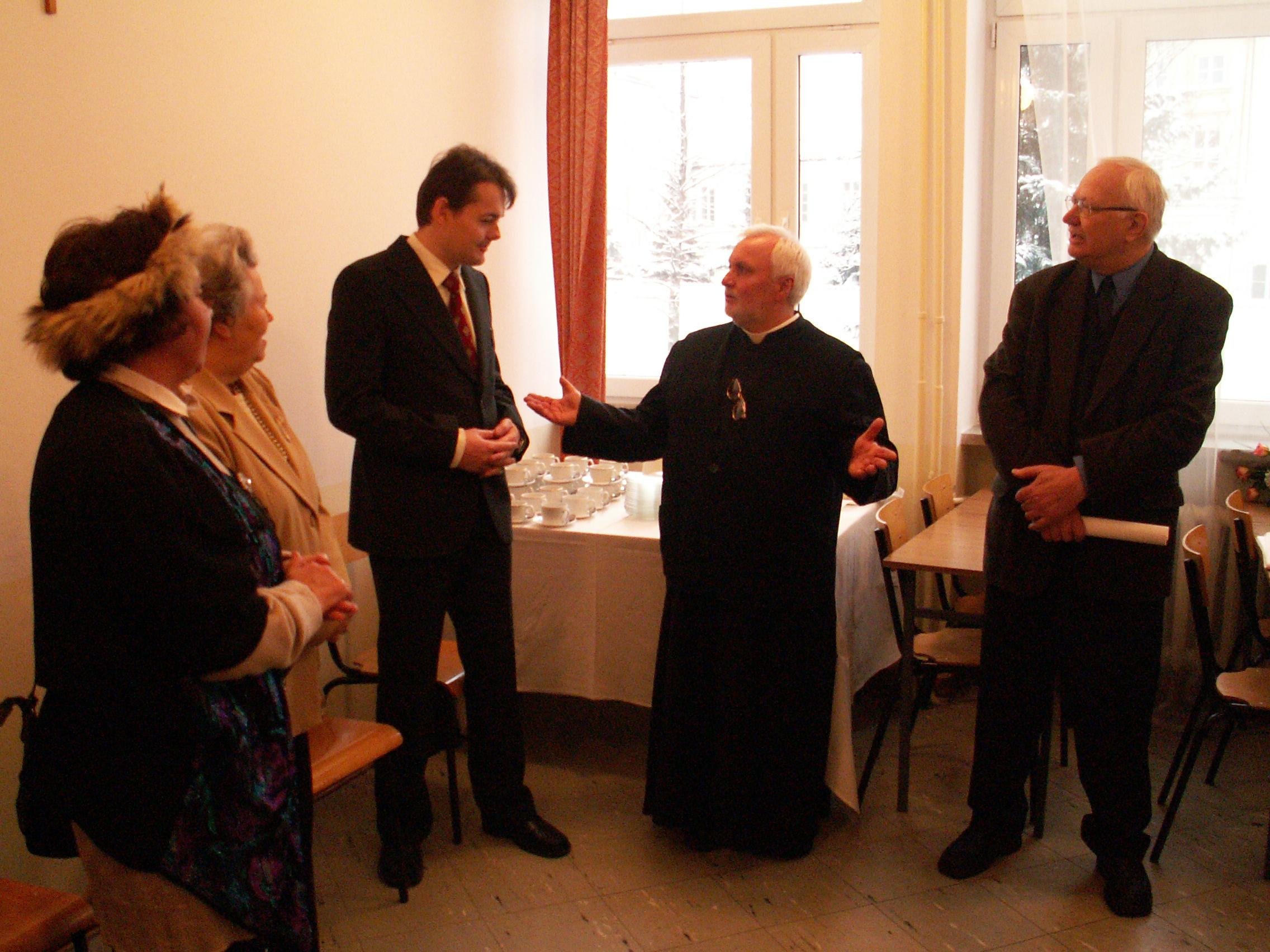
Edward Czajko (pierwszy z prawej), Jerzy Banak, Leszek Jańczuk, Barbara Enholc-Narzyńska (2005)

W latach 1966–1971 był pracownikiem naukowo-dydaktycznym ChAT. Według Edwarda Czajki jego usunięcie z ChAT-u nastąpiło ze względów politycznych. Przez wiele lat był wykładowcą Szkoły Biblijnej ZKE oraz Warszawskiego Seminarium Teologicznego.
Od roku 1965 do roku 2008 był związany z zespołem redakcyjnym miesięcznika „Chrześcijanin”. W latach 1971–1981 pełnił funkcję sekretarza, w latach 1988–1990 był przewodniczącym rady programowej, a w latach 1990–1991 był redaktorem naczelnym.
Jest autorem wielu publikacji książkowych, artykułów naukowych i popularnonaukowych. Jego teksty były drukowane na łamach pism naukowych: „Rocznika Teologicznego”, „Studiów i Dokumentów Ekumenicznych”, „Studia Theologica Pentecostalia”, a także na łamach pism chrześcijańskich: „Chrześcijanin”, „Pielgrzym Polski”, „Jednota”, „Słowo Prawdy”, „Myśl Protestancka”, „Kalendarz Ekumeniczny”.
Członek stowarzyszeń: European Pentecostal Theological Association, European Pentecostal-Charimatic Research Association i Society for Pentecostal Studies.

## Działalność ekumeniczna

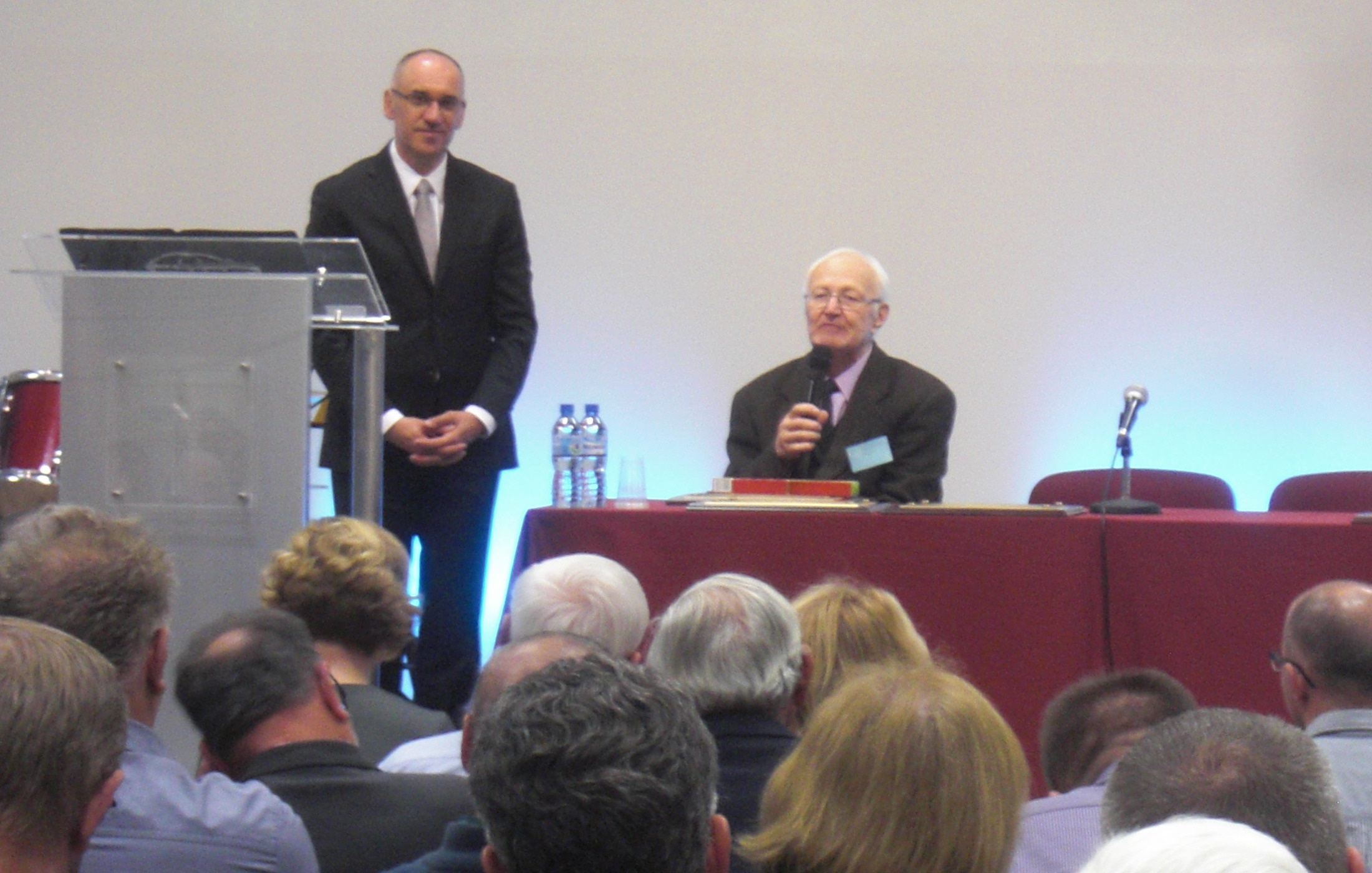
E. Czajko (z prawej) podczas Synodu Kościoła Zielonoświątkowego, 22 września 2016

Zajmował stanowisko wiceprezesa (1983–1986) i skarbnika (1986–1988) Polskiej Rady Ekumenicznej. W 1984 roku na XI Synodzie ZKE jeden z delegatów złożył wniosek o wystąpienie Kościoła z PRE. Czajko apelował o wstrzemięźliwość w tej sprawie, przekonywał, aby nie podejmować emocjonalnych decyzji. Po przemówieniu Czajki wnioskodawca wycofał swój wniosek.
Był czołowym współtwórcą Aliansu Ewangelicznego w RP i wiceprzewodniczącym jego Rady Krajowej w latach 2000−2003.
Do roku 2004 zasiadał w Komitecie Krajowym Towarzystwa Biblijnego w Polsce. Uczestniczył w drugim etapie prac nad ekumenicznym przekładem Nowego Testamentu, jako członek komisji konsultacyjnej z ramienia Kościoła Zielonoświątkowego.

## Poglądy

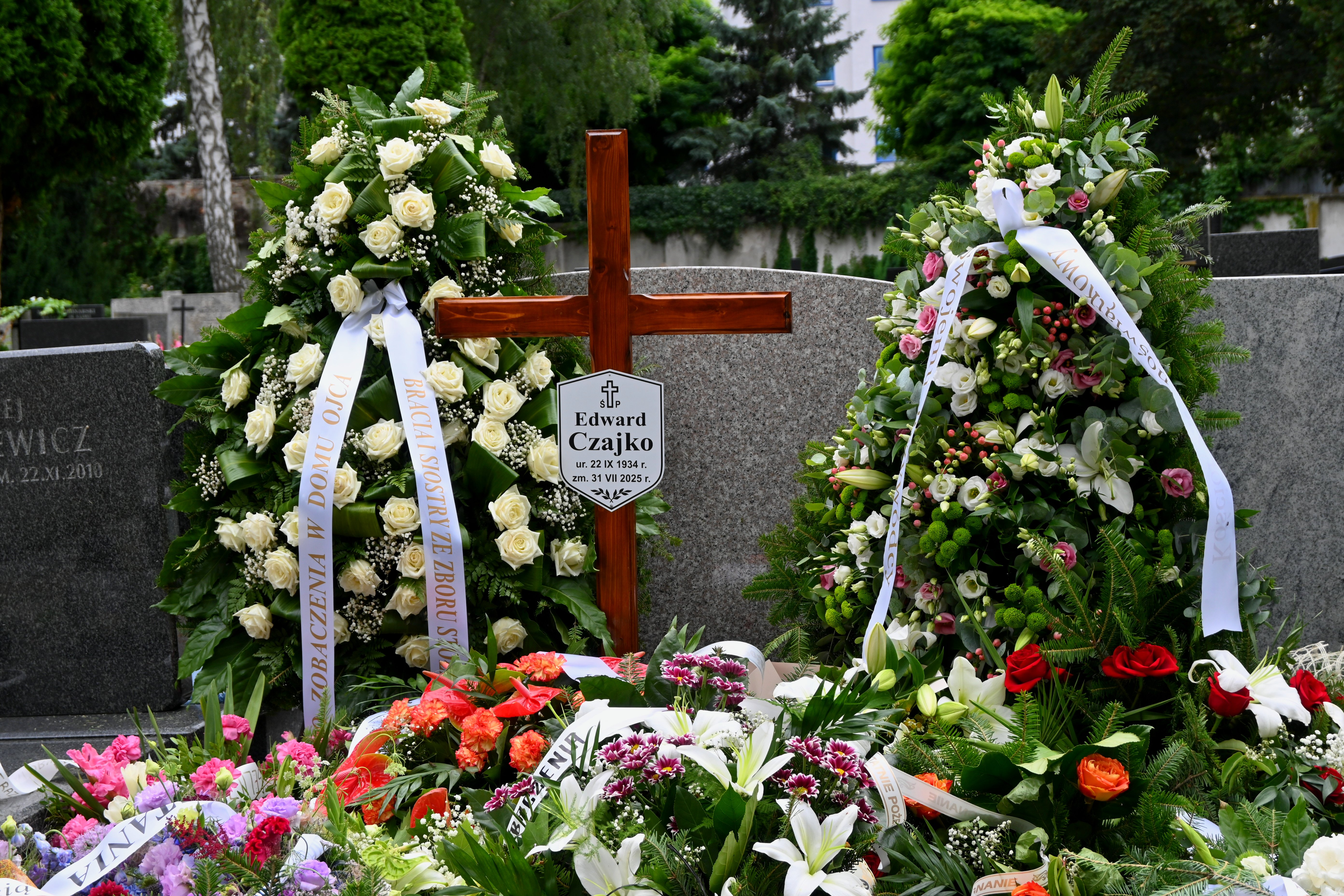
Grób prezbitera Edwarda Czajko w dniu pogrzeb na cmentarzu ewangelicko-reformowanym w Warszawie

Uważał, że z doktrynalnego punktu widzenia zielonoświątkowcy mogą być przedstawieni jako tzw. konserwatywni ewangelicy, charakteryzujący się zasadami teologii fundamentalistycznej.
Czajko był zwolennikiem klasycznego i umiarkowanego pentekostalizmu i walczył o to, aby jego Kościół zachował ten charakter. Poczynając od roku 1986 wielokrotnie krytykował aspekty ruchu charyzmatycznego. Do negatywnych tendencji zaliczył: zastąpienie hymnów o krzyżu, czyli Nowym Testamencie, refrenami opartymi na Starym Testamencie, skupienie się na korzyściach doczesnych nad wiecznymi, niebiblijna demonologia, teologia Remy, kult wszystkiego, co nowe. W roku 1987 skrytykował tak zwaną naukę pozytywnego wyznawania autorstwa Yonggi Cho: redefinicji greckich terminów „logos” oraz „rema”. Według Czajki oba terminy znaczą dokładnie to samo (słowo). W 1997 roku skrytykował tzw. „Toronto Blessing”, krytykował charyzmatyczne nienasycenie.
W roku 1989, kiedy upadek komunizmu ułatwił kontakty z Zachodem, napisał: „Pilną potrzebą jest ożywienie ściślejszych kontaktów z ustabilizowanymi Kościołami zielonoświątkowymi, a rozluźnienie więzi z tzw. marginesem zielonoświątkowym, a szczególnie z ruchem REMA, ruchem tzw. „pozytywnego wyznawania”, który posiada metrykę obcą naszej zielonoświątkowej tradycji”.
W opinii Mirosławy Weremiejewicz w czasach PRL-u cechował go uległy stosunek do władzy, twierdził, że Kościół korzysta z pełnej wolności religijnej i nie napotyka na przeszkody ze strony władz. Oceniając stan wojenny stwierdził, że jedyną trudnością tego okresu było czasowe zamknięcie „Chrześcijanina”. Dopiero w 1992 roku skrytykował premiera Olszewskiego za lekceważący stosunek do swoich poprzedników.
W 2005 roku po opublikowaniu tzw. Listy Wildsteina, część duchownych Kościoła Zielonoświątkowego domagała się przeprowadzenia autolustracji w oparciu o archiwa IPN-u. Sprawa autolustracji była dyskutowana na kilku synodach Kościoła. Czajko nie poparł autolustracji, jego zdaniem archiwa IPN-u są wytworem „demonicznego systemu”.

## Publikacje książkowe

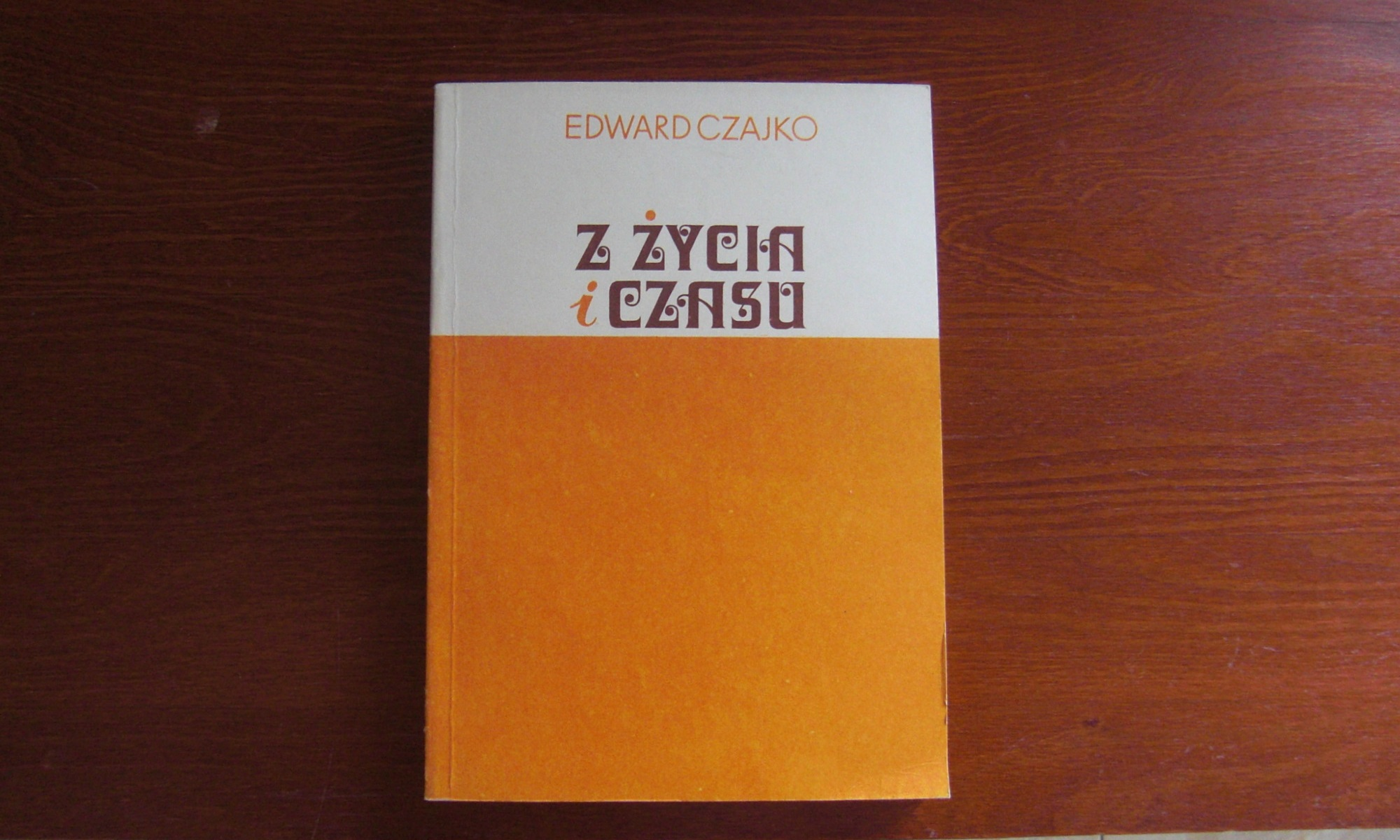
Książka E. Czajki pt. Z życia i czasu (1983)

Opublikował ponad 700 książek i artykułów. Marek Kamiński ocenił w 2012 roku, że spośród wszystkich zielonoświątkowych autorów w Polsce ma największy dorobek.
Pracę publicystyczną rozpoczął w roku 1962, kiedy wespół z Mieczysławem Kwietniem napisał szereg artykułów do „Kalendarza Jubileuszowego” ZKE na rok 1963. We dwójkę zredagowali Kalendarz zarówno pod względem merytorycznym, jak i technicznym, jednak ze względu na wymogi polityki wewnątrzkościelnej w stopce redakcyjnej pojawił się także Józef Mrózek i Bolesław Winnik.
- Chrześcijanie ewangeliczni w Polsce, Warszawa 1967
- Wprowadzenie do dogmatyki, Warszawa 1977, wyd. 2, Warszawa 2000
- Stare i nowe rzeczy, Warszawa 1980
- Z życia i czasu, Warszawa 1983
- W przedsionkach Pańskich, Warszawa 1987
- Kościół Zielonoświątkowy w Polsce, Warszawa 1991
- Zasady wiary Kościoła Zielonoświątkowego w Polsce, Warszawa 1991
- Zielonoświątkowcy, 1995
- Historia Jezusa Chrystusa i Dzieje Apostolskie, 1995
- Sytuacja ruchu zielonoświątkowego w perspektywie historycznej, Warszawa 2000
- Miniatury egzegetyczne, Warszawa 2001
- Tak oto biegnę, Warszawa 2003
- Duchowe dary łaski, Warszawa 2004
- Nasza wiara, Warszawa 2009
- Ludzie i idee, Warszawa 2009
- Nasza wiara. Próba dogmatyki zielonoświątkowej, Warszawa 2014

## Kontrowersje
W marcu 2017 roku, Adam Ciućka, redaktor Ekumenizm.pl, zarzucił Czajce współpracę ze Służbą Bezpieczeństwa . Czajko odpowiedział, że kontakty z przedstawicielami władz, w tym z funkcjonariuszami SB były bolesną koniecznością tamtych czasów i nie robił tego z własnej inicjatywy. W tamtym czasie owe kontakty wydawały się niezbędne, ale z dzisiejszej perspektywy wyglądają negatywnie. W obronie Czajki wypowiedziała się Rada Starszych zboru stołecznego. Zdaniem Rady archiwa IPN zawierają tylko „wycinek materiału historycznego” i są to jedynie interpretacje wypowiedzi Czajki dokonane przez funkcjonariuszy bezpieki .

## Odznaczenia
Odznaczony Złotym Krzyżem Zasługi i Medalem 40-lecia Polski Ludowej.